# Championnat d'Antigua-et-Barbuda de football 2011-2012
Navigation
Saison précédente Saison suivante
La saison 2011-2012 du Championnat d'Antigua-et-Barbuda de football est la quarante-et-unième édition de la Premier Division, le championnat de première division à Antigua-et-Barbuda. Les dix formations de l'élite sont regroupées au sein d'une poule unique où elles s'affrontent deux fois, à domicile et à l'extérieur. En fin de saison, les deux derniers du classement sont relégués et remplacés par les deux meilleures formations de First Division tandis que le 8e dispute un barrage de promotion-relégation.
C'est le club d'Old Road FC qui remporte la compétition cette saison après avoir terminé en tête du classement final, avec neuf points d'avance sur All Saints United et onze sur Hoppers FC. Il s’agit du tout premier titre de champion d'Antigua-et-Barbuda de l'histoire du club.
La surprise vient du bas du classement avec la relégation en First Division d'Empire FC, club le plus titré du pays, après une saison totalement ratée (trois victoires seulement en dix-huit rencontres).

## Les clubs participants
- Hoppers FC
- Willikies FC - Promu de First Division
- All Saints United
- Old Road FC
- Empire FC
- Sea View Farm FC
- Bullets FC - Promu de First Division
- Bassa SC
- Parham FC
- SAP FC

## Compétition
Le barème de points servant à établir le classement se décompose ainsi :
- Victoire : 3 points
- Match nul : 1 point
- Défaite : 0 point

### Classement
| Rang | Équipe            | Pts | J  | G  | N | P  | Bp | Bc | Diff |
| ---- | ----------------- | --- | -- | -- | - | -- | -- | -- | ---- |
| 1    | Old Road FC       | 42  | 18 | 13 | 3 | 2  | 37 | 16 | +21  |
| 2    | All Saints United | 33  | 18 | 10 | 3 | 5  | 33 | 21 | +12  |
| 3    | Hoppers FC        | 31  | 18 | 8  | 7 | 3  | 33 | 23 | +10  |
| 4    | Parham FC'T'C     | 29  | 18 | 8  | 5 | 5  | 31 | 22 | +9   |
| 5    | SAP FC            | 27  | 18 | 8  | 3 | 7  | 27 | 26 | +1   |
| 6    | Sea View Farm FC  | 22  | 18 | 6  | 4 | 8  | 19 | 24 | -5   |
| 7    | Willikies FCP     | 20  | 18 | 6  | 2 | 10 | 22 | 32 | -10  |
| 8    | Bassa SC          | 19  | 18 | 5  | 4 | 9  | 22 | 27 | -5   |
| 9    | Empire FC         | 15  | 18 | 3  | 6 | 9  | 13 | 22 | -9   |
| 10   | Bullets FCP       | 12  | 18 | 3  | 3 | 12 | 18 | 42 | -24  |

|  | Champion d'Antigua-et-Barbuda                                              |
|  | Participation au barrage de promotion-relégation                           |
|  | Relégation directe en First Division                                       |
|  | T : Tenant du titre C : Vainqueur de la FA Cup P : Promu de First Division |

### Matchs

#### Barrage de promotion-relégation
Le 8e de Premier Division, Bassa SC, retrouve les 3e et 4e de First Division, Villa Lions et Ottos Rangers FC, en poule de promotion-relégation. Les trois équipes s'affrontent une fois, seule la meilleure d'entre elles est promue ou se maintient parmi l'élite.
| Rang | Équipe                | Pts | J | G | N | P | Bp | Bc | Diff |  | Résultats (▼ dom., ► ext.) | Bass | Vill | Otto |
| ---- | --------------------- | --- | - | - | - | - | -- | -- | ---- |  | -------------------------- | ---- | ---- | ---- |
| 1    | Bassa SC              | 4   | 2 | 1 | 1 | 0 | 4  | 3  | +1   |  | Bassa SC                   |      | 2-2  |      |
| 2    | Villa Lions (D2)      | 4   | 2 | 1 | 1 | 0 | 4  | 3  | +1   |  | Villa Lions (D2)           |      |      | 2-1  |
| 3    | Ottos Rangers FC (D2) | 0   | 2 | 0 | 0 | 2 | 2  | 4  | -2   |  | Ottos Rangers FC (D2)      | 1-2  |      |      |

| 18 mars 2012 | Bassa SC | 2 - 0 | Villa Lions |  |  |
|              |          |       |             |  |  |

- Les clubs se maintiennent dans leur championnat respectif.

## Bilan de la saison
| Championnat d'Antigua-et-Barbuda de football 2011-2012 |                         |
| Champion                                               | Old Road FC (1er titre) |
| Coupes et trophées                                     |                         |
| Vainqueur de la Coupe d'Antigua-et-Barbuda 2011-2012   | Parham FC               |
| Qualifications continentales                           |                         |
| CFU Club Championship 2013                             | Aucun                   |
| Promotions et relégations                              |                         |
| Promus en Premier Division                             | Celtics FC              |
| Promus en Premier Division                             | Fort Road FC            |
| Relégués en First Division                             | Empire FC               |
| Relégués en First Division                             | Bullets FC              |